# Robert Murphy (Diplomat)

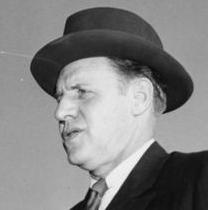
Robert Murphy (1945)

Robert Daniel Murphy (* 28. Oktober 1894 in Milwaukee, Wisconsin; † 9. Januar 1978 in Washington, D.C.) war ein Diplomat der Vereinigten Staaten.

## Leben und Karriere
Murphy begann seine diplomatische Karriere 1917 als ein Mitglied der amerikanischen Vertretung in Bern (Schweiz). Er war unter anderem Vize-Konsul in Zürich und München, amerikanischer Konsul in Paris von 1930 bis 1936 und Geschäftsträger bei der Vichy-Regierung.
1941 leitete er auf Präsident Franklin D. Roosevelts Wunsch die Untersuchungen der Bedingungen im französischen Nordafrika, um die Landung der Alliierten vorzubereiten – Operation Torch, die erste wichtige Bodenoffensive der Alliierten im Zweiten Weltkrieg. Er wurde zum persönlichen Vertreter des Präsidenten im Range eines Ministers für Französisch-Nordafrika. Für den Rest des Krieges war Murphy oberster politischer Berater im Stabe Dwight D. Eisenhowers, des alliierten Oberbefehlshabers in Westeuropa ab 1944, sowie nach Kriegsende beim Office of Military Government for Germany (U.S.) (OMGUS).
Er war ab 1949 als Nachfolger von Alan G. Kirk Botschafter der Vereinigten Staaten in Belgien und ab 1952 Botschafter in Japan. 1953 wurde er Unterstaatssekretär für UN-Angelegenheiten (Assistant Secretary of State for International Organization Affairs) und dann stellvertretender Staatssekretär für politische Angelegenheiten. Murphy wurde persönlicher Gesandter von Präsident Eisenhower während der Libanonkrise 1958 und 1959 dann Staatssekretär für politische Angelegenheiten (Under Secretary of State for Political Affairs). Er trat noch in diesem Jahr aus dem aktiven Dienst aus, blieb aber Berater der Präsidenten John F. Kennedy, Lyndon B. Johnson und Richard Nixon.
Murphy war im Jahre 2006 auf einem Briefmarken-Block der Vereinigten Staaten abgebildet, die prominente Diplomaten der Vereinigten Staaten darstellte. Seine Tochter war die erfolgreiche Schauspielerin Rosemary Murphy.

## Werke
- Diplomat unter Kriegern (engl. Diplomat Among Warriors, 1964)